# نجوانة (اسم)
نجوانة هو اسم علم مؤنث من أصل عربي، ومعناه هو ".

## وصلات خارجية
- موسوعة السلطان قابوس لأسماء العرب